# Ilha da Sepultura
Ilha da Sepultura é  uma ilha em frente à cidade de Guaratuba, se estendendo do nordeste ao sudoeste, no litoral do estado do Paraná, Brasil. Seu nome vem do fato de que os primeiros indígenas da região enterravam seus mortos neste local. A ilha é coberto por mangues.